# 小行星8860
小行星8860（英語：8860 Rohloff）是一颗围绕太阳公转的小行星。1991年10月5日，卢茨·D·施耐德、佛蒙特·伯根在陶腾堡发现了此天体。
这颗小行星的绝对星等为295.9331678499453等。